# Macià Mallol
Macià Mallol i Bosch, né à Tarragone le 2 décembre 1876 et mort à Barcelone le 26 octobre 1960, est un homme politique et entrepreneur espagnol catalaniste.

## Biographie
Aux élections générales de 1918, il est élu député au Congrès pour la circonscription de Gandesa et participe aux discussions sur le Statut d'autonomie de la Catalogne promu par la Mancommunauté de Catalogne. Entre 1919 et 1920 il est sénateur pour la province de Tarragone.
En 1922, il participe à la fondation d'Acció Catalana, parti catalaniste d'idéologie libérale. En 1928, il abandonne la formation avec Antoni Rovira i Virgili et Pere Lloret Ordeix pour fonder Acció Republicana de Catalunya, plus proche des idées de centre-gauche.
En représentation de ce dernier, il signe le 17 août 1930 l'Accord de Saint-Sébastien, au cours desquels est planifiée le soulèvement de Jaca, pour renverser le Roi et instaurer une République. Le soulèvement échoue mais la Seconde République espagnole est proclamée en avril 1931 à la suite d'élections municipales qui s'avèrent un échec pour la monarchie, au lendemain desquelles il est nommé gouverneur civil de la province de Tarragone. 
En juillet 1936, la guerre civile éclate en Espagne à la suite du soulèvement des nationalistes espagnols et il doit s'exiler pour échapper à la répression. À la fin de la guerre, il est jugé par le Tribunal des responsabilités politiques et condamné au paiement d'une amende ainsi qu'à l'interdiction de résidence dans sa ville natale.